# Helina usitata
Helina usitata är en tvåvingeart som beskrevs av Fritz Isidore van Emden 1951. Helina usitata ingår i släktet Helina och familjen husflugor. Inga underarter finns listade i Catalogue of Life.